# Euchoreutes naso
El jerbo de orejas largas (Euchoreutes naso) es un pequeño roedor nocturno de la familia de los dipódidos y único miembro del género Euchoreutes. Se encuentra en Mongolia y China, en los desiertos de Gobi y Taklamakán.

## Características
Su cuerpo pequeño y abombado, mide apenas entre 7 y 9 cm de largo. Se caracteriza por su cola delgada y muy larga, que alcanza 18 a 25 cm de longitud, sus patas delanteras muy cortas y posteriores muy largas, adaptadas para dar saltos en la arena y, por sus orejas "de conejo", grandes con respecto a su cabeza triangular. Su pelo es de un color marrón grisáceo en el dorso y a lo largo de la cola, excepto en la parte terminal de esta, donde presenta un penacho de anillos blanco, negro y blanco que parece servirle de timón al saltar. El pelaje de su vientre es de color blanco. Vive de 16 a 18 meses

## Historia natural
Se conoce poco de la vida de la especie, aunque se sabe que durante el día permanece en madrigueras excavadas en la arena y en la noche sale de los túneles a alimentarse. Fue incluido entre las 10 especies investigadas en 2007 por la Sociedad Zoológica de Londres en el programa EDGE of existence, sobre especies de evolución diferenciada globalmente amenazadas, para estudiar el impacto humano en su hábitat. En 2007 fue divulgado por primera vez un vídeo que lo muestra y que ha servido en la campaña para proteger la especie. Los medios de comunicación de Rusia lo llaman shushpanchik.